# Mikołaj Jan Lanckoroński
Mikołaj Jan Lanckoroński z Brzezia na Kurozwękach herbu Zadora (zm. przed 24 stycznia 1673 roku) – starosta nowokorczyński od 1667 roku.
Poseł na sejm konwokacyjny 1668 roku z województwa sandomierskiego.